# Mariama Bâ
Mariama Bâ, född 1929 i Dakar, död 1981, var en senegalesisk författare. Hon tillhörde wolof-folket, den största folkgruppen i Senegal. 

## Biografi
Mariama Bâs far var Senegals förste hälsominister och önskade att hon skulle få en god utbildning. Hennes mor dog tidigt så hon växte upp hos morföräldrarna. Hon gick i ett läroverk för flickor och under den tiden skrev hon två uppmärksammade essäer. Efter avslutad skolgång arbetade hon som lärare. Hon gifte sig med parlamentarikern Obèye Diop; de fick nio barn men skildes så småningom.
Mariama Bâ debuterade 1980 med Brev från Senegal. I brevform berättar Ramatoulaye om sitt liv. Hon har ställts åt sidan när mannen tog en yngre hustru. Det traditionella muslimska samhället begränsar kvinnans frihet. Boken tilldelades Nomapriset på bokmässan i Frankfurt 1980. Den översattes till engelska 1981 och har översatts till bland annat finska, turkiska, tjeckiska samt svenska. Hennes andra, och sista roman, En scharlakansröd sång, publicerades postumt.
Ett läroverk i Dakar är uppkallat efter henne. Även ett barnbibliotek i Italien har döpts efter henne.

## Böcker översatta till svenska
- Brev från Senegal, 1980 (Une si longue lettre 1980)
- En scharlakansröd sång, 1983 (Un chant écarlate 1981)